# Mónaco
Mónaco är en udde i Antarktis. Den ligger i Västantarktis. Argentina, Chile och Storbritannien gör anspråk på området.
Terrängen inåt land är varierad. Havet är nära Mónaco åt sydväst. Trakten är glest befolkad. Närmaste befolkade plats är Palmer Station, 12,3 kilometer sydost om Mónaco. 